# Mezi stromy
Mezi stromy je alternativní výstava uměleckých i živých děl. Pořádá se každoročně druhou sobotu v září v parku Bažantnice v Milevsku v okrese Písek v Jihočeském kraji. Název festivalu vznikl podle pražského Mezi ploty.

## Historie
Festival založil v roce 1999 výtvarník Josef Šindelář z Předbořic.  Je alternativní a nekomerční. Každý zde může svobodně vystavit své obrazy, fotografie. Postupně se přidaly hudební, divadelní, taneční a další akce.

## Vystavovatelé a účinkující
- Josef Šindelář (výtvarník)
- Adam Hečko
- Jan Hečko
- Marek Herout
- Adéla Gürtnerová
- Petra Bolková
- Lucie Herpertová
- Richard Truhlář